# Wuhuan
Die Wuhuan (chinesisch 烏桓 / 乌桓, Pinyin Wūhuán) waren ein nomadisches Volk, das im nördlichen China (heutige Provinzen Hebei, Liaoning, Shanxi, Bezirk Peking und Autonome Region Innere Mongolei) ansässig war.
Sie waren unter der Östlichen Han-Dynastie aktiv und stellten häufig Krieger für die bewaffneten Han-Heere dar. Im Gegensatz zu den meisten barbarischen Völkern Chinas verhielten die Wuhuan sich dem Kaiserhof gegenüber loyal. Allerdings wandten sie sich im Fall der Dynastie (190er Jahre) ihren Feinden zu. So dienten einige Wuhuan-Stämme dem Warlord Yuan Shao. Sie wurde 207 von Cao Cao am Berg Bolang besiegt. Viele Reiter der Wuhuan schlossen sich ihm danach an und wurden bekannt als „beste Kavallerie unter dem Himmel“. Obwohl verschiedene Anführer der Wuhuan im 3. Jahrhundert Revolten gegen die Jin-Dynastie führten, wurden sie im 4. Jahrhundert allmählich von den Xianbei verdrängt.